# رفيق حليش
رفيق حليش ولد في 2 سبتمبر 1986 في تيزي وزو. لاعب كرة قدم جزائري. واعتزل دوليا يوم 09 سبتمبر 2019 بعد مقابلة ودية جمعت الفريق الوطني الجزائري والفريق الوطني البينيني في مقابلة ودية.

## مع الأندية
بدأ اللعب مع الناشئين لنادي نصر حسين داي، قبل أن يرقى للعب في الفريق الأول صيف 2006 وبعد بروزه وتقديمه مباريات كبيرة جذبت له أنظار أندية أوروبية فأمضى في جانفي 2008 عقدا مع نادي بنفيكا البرتغالي مقابل 300 ألف أورو، ولكنه أعير مباشرة إلى نادي ناسيونال ماديرا الذي لعب له موسمين ونصف ثم عاد لنادي بنفيكا، وبعد بروزه مع المنتخب الجزائري في كأس العالم جنوب إفريقيا 2010 انتقل إلى نادي فولهام الإنجليزي  بمبلغ 2.5 مليون يورو وأمضى عقدا إلى غاية 2013 لكنه لم يلعب إلا مباريات قليلة، ليقرر النادي الإنجليزي بيعه صيف 2012 فاختار العودة للبرتغال وتحديدا نادي أكاديميكا كويمبرا البرتغالي الذي قضى فيه موسمين وبعد بروزه من جديد في كأس العالم البرازيل 2014  مع المنتخب الجزائري قرر تغيير الأجواء نحو الخليج وانضم لنادي قطر القطري الذي لعب فيه لثلاث مواسم انتهت بعودته من جديد للبرتغال صيف 2017 والإمضاء في أستوريل برايا الذي قضى فيه موسما واحدا انتهى بسقوطه رغم بروزه على الصعيد الفردي لينضم أخيرا إلى موريرنسي البرتغالي صيف 2018 الذي يلعب له لحد الآن.

## مع المنتخب
لعب مع المنتخب الجزائري منذ بداية التصفيات النهائية لكأس العالم وإفريقيا 2010 حيث أظهر مستوى متميز جعله أحد أهم ركائز المنتخب الجزائري وأحد أفضل المدافعين في الفريق. ويعتبر رفيق حليش رجل مباراة التي جرت بين مصر والجزائر في الجولة السادسة من تصفيات كأس العالم 2010 وانتهت بفوز الفريق المصري بنتيجة 2/0 بالقاهرة، ورغم الإصابة التي تعرض لها على مستوى اليد والجبهة إلا أنه أظهر روحاً قتالية عالية جعلت الجميع يعجب به، وقد شارك في التأهل لبلاده لمونديال 2010.
خلال كأس الأمم الأفريقية لكرة القدم 2010 في أنغولا، سجّل رفيق برأسه الهدف الوحيد لبلاده في مرمى مالي في مباراة الفريقين ,وانتهت بفوز الجزائر. وتلقّى اللاعب البطاقة الحمراء في نفس البطولة في مباراة مصر والجزائر في نصف النهائي والتي انتهت بفوز المنتخب المصري 4/0 ووصل مع المنتخب الجزائري إلى الدور الثمن النهائي لكأس العالم 2014 و سجل هدف و قدم تمريرة حاسمة ضد منتخب كوريا الجنوبية كما توج مع المنتخب بكأس أمم إفريقيا 2019 بمصر.[بحاجة لمصدر]

## حياته
و هو من عائلة رياضية عريقة، والده مولود حليش كان بطل أفريقيا في رياضة الـجيدو، ينحدر رفيق من عائلة قبائيلة حقيقية إذ أنه من منطقة -إيغيل إيمولا- التي يفتخر بها دائما رفيق حليش، ويبلغ رفيق 1 مـ و87 سمـ و78 منشأ رفيق في حي باش جراح بالحراش، حي شعبي بأتم منعنى الكلمة كان يمارس رياضية الجيدو مع أبيه قبل أن ينحدر إلى رياضته المفضلة كرة القدم التي كان يعشقها ويحبها كثيرا وبدأ رفيق مسيرته الكروية في فريق القلب نصر حسين داي، هذا الفريق الذي أنجب لاعبين كبار على غرار رابح ماجر وشعبان مرزقان...
و لعب حليش مع فريق النصرية كامل الأصناف ليصبح في موسم 2006-2007 أحد لاعبيه الأساسيين في الفريق حيث أصبح قائدا للفريق في موسمه الأول بعد أن تألق وأصبح محبوب الجماهير. كان لرفيق أول استدعاء له للمنتخب في 31 ماي 2008 في مباراة ضد السنغال في تصفيات كأس أفريقيا والعالم 2010، وبفضل عمله الجاد والعزيمة أصبح من ركائز الفريق الوطني في الدفاع وكانت أول مباراة له كأساسي في 23 مارس 2009 ضد المنتخب الرواندي في رواندا أين عاد بتعادل ثمين آنذاك. وبفضل أناقته في اللعب أصبح الشيخ رابح سعدان يضع فيه ثقة كبيرة في الدفاع وأصبح يلعب في مركز مدافع حر خاصة في مباراته ضد المنتخب المصري في 7 جوان 2009 بالبليدة أين أدى مباراة تقى له في الذكرى ومن أسوء ذكرياته كانت في القاهرة أين تم رشقه بالحجر وإصابته في الرأس وكذلك البطاقة الحمراء التي تلقاها في أونغولا التي يتأسف عليها دائما.

## الأهداف الدولية
| الهدف | التاريخ       | المكان                                                         | الخصم          | النتيجة | الحصيلة | المنافسة                                   |
| ----- | ------------- | -------------------------------------------------------------- | -------------- | ------- | ------- | ------------------------------------------ |
| 1     | 14 يناير 2010 | ملعب سيداد إينيفارسيتاريا، لواندا، أنغولا                      | مالي           | 1–0     | 1–0     | كأس الأمم الأفريقية لكرة القدم 2010        |
| 2     | 22 يونيو 2014 | كاموزو ستاديوم، بلانتير، مالاوي                                | مالاوي         | 1–0     | 2–0     | تصفيات كأس الأمم الأفريقية لكرة القدم 2015 |
| 3     | 27 يناير 2015 | ايستاديو خوسي بينهيرو برودا (بيرا ريو)، بورتو اليجير، البرازيل | كوريا الجنوبية | 2–0     | 4–2     | كأس العالم لكرة القدم 2014                 |

## روابط خارجية
- رفيق حليش على موقع الاتحاد الدولي (مؤرشف)  (الإنجليزية)
- رفيق حليش على موقع قاعدة بيانات كرة القدم.إي يو (الإنجليزية)
- رفيق حليش على موقع ناشيونال فوتبول تيمز (الإنجليزية)
- رفيق حليش على موقع Soccerbase.com (لاعب) (الإنجليزية)
- رفيق حليش على موقع Soccerway.com (الإنجليزية)
- رفيق حليش على موقع عالم كرة القدم.نت (الإنجليزية)
- رفيق حليش على موقع كووورة